# 南科車站

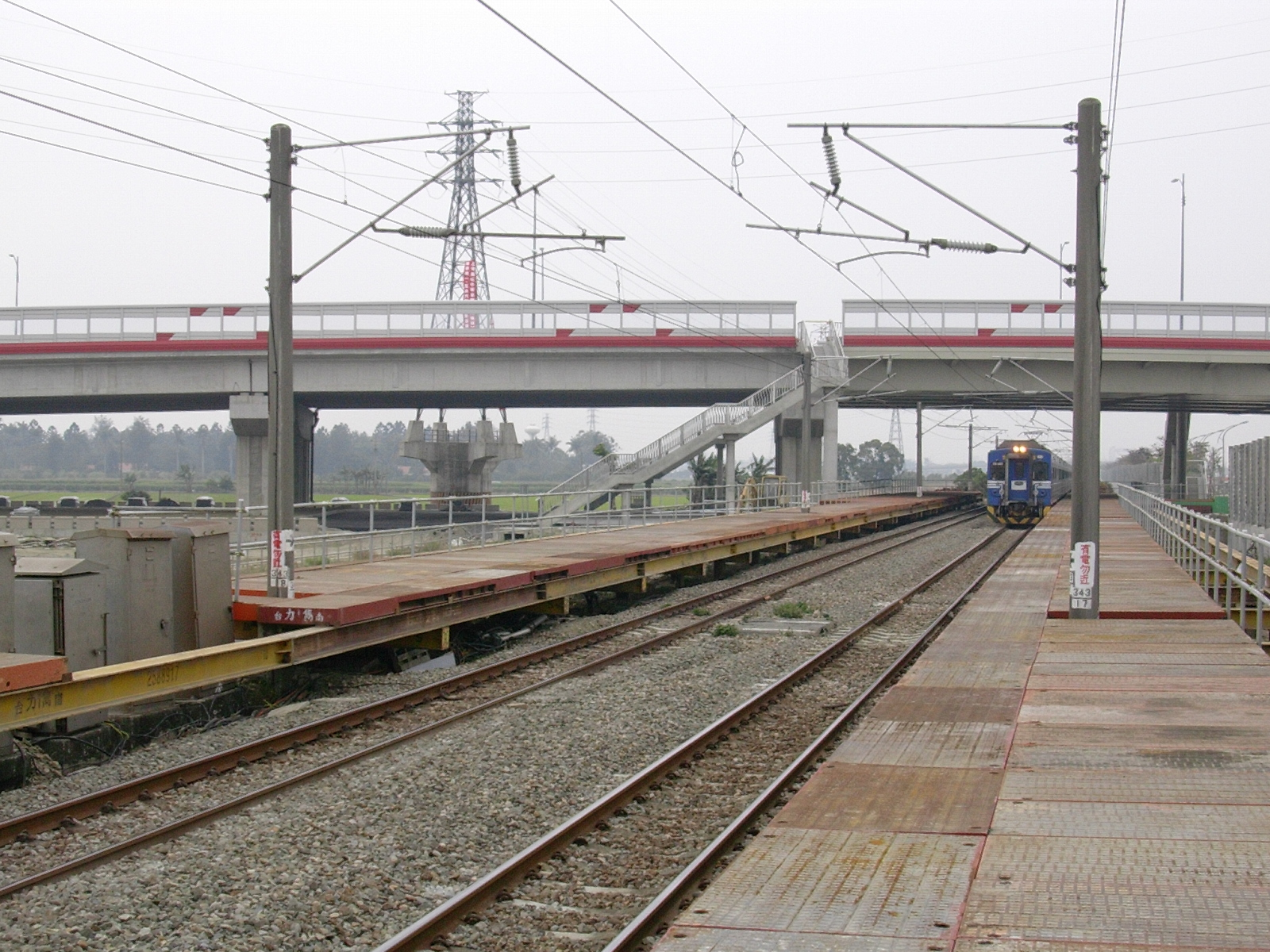
2008年至2010年間還是臨時站時代所使用的臨時月台

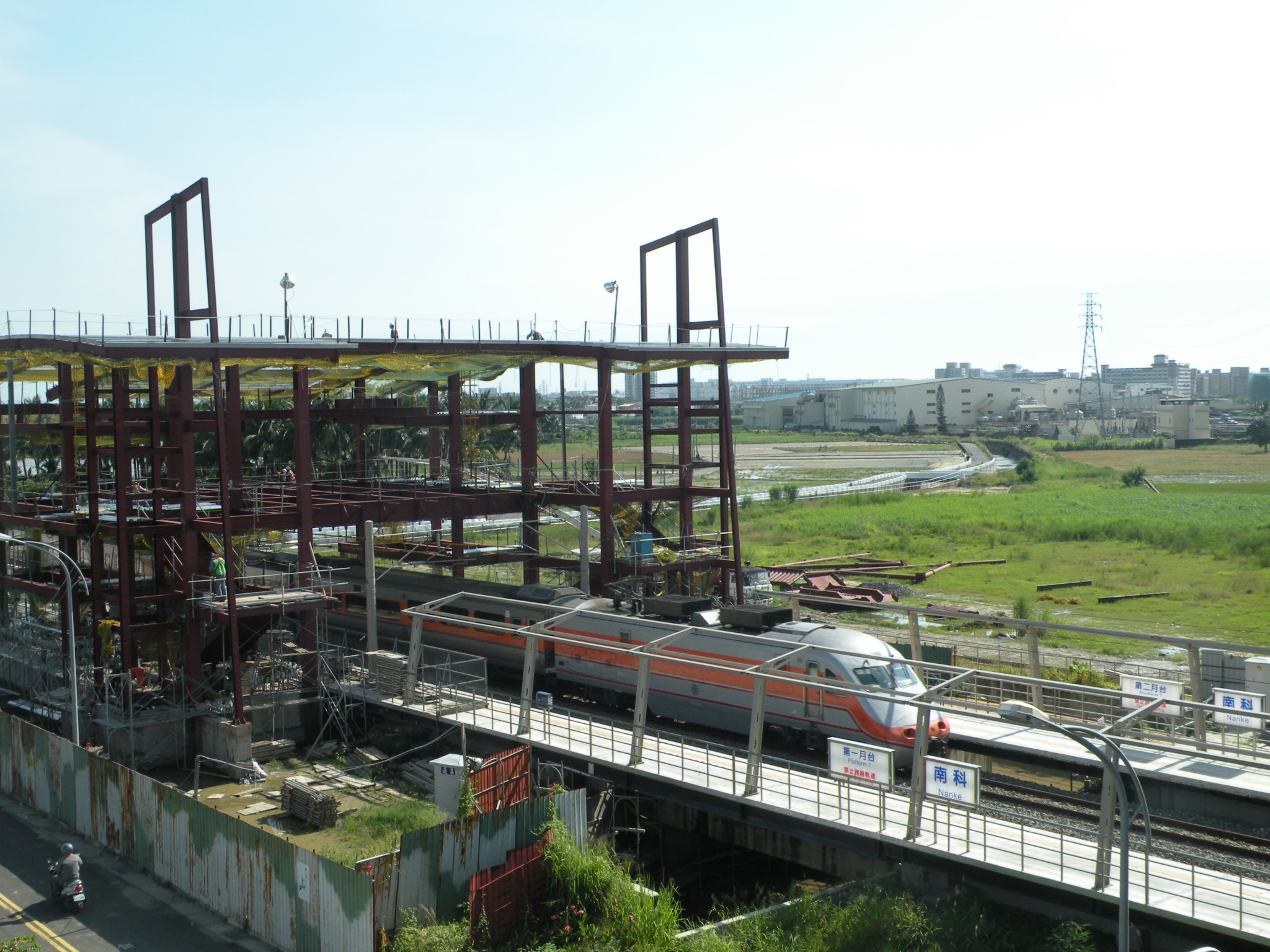
施工中的南科車站（攝於2009年時）

南科車站位於臺南市新市區與善化區交界，為位於台南科學園區西拉雅大道跨越台鐵高架橋下南側之跨站式車站，為臺灣鐵路公司縱貫線的鐵路車站。車站出入口設於新市區，副站名為台南科學園區。本站設計之初，即配合南科太陽能產業，以太陽能作為電力來源，是台鐵首座太陽能源車站。

## 歷史
南科車站在臺鐵捷運化的增設車站中，屬於後續計畫。但由於台南縣政府及交通部觀光局在南科特定區LM區陽光電城主辦當地舉辦2008年臺灣燈會、以及疏解南科聯外運輸，在臺南縣政府要求下提前設站，並由縣府墊付工程款。然而由於時間急迫，於2008年先設燈會臨時站，僅有鋼構月台。燈會結束後，改建為正式站。
- 南科車站乃自2005年當時的臺南縣政府為強化台南科學園區之聯外交通。
- 2008年1月18日：臨時月台開工，由於臨近南部科學園區，故命名「南科」。
- 2008年2月20日：臨時站啟用，等級為招呼站。
- 2008年3月3日：燈會結束，停辦業務。
- 2009年1月9日：永久站工程動工。
- 2010年1月：車站工程完工，升為簡易站。
- 2010年7月14日：正式啟用，並發售通車紀念車票。
- 2011年沙崙線通車後，因與縱貫線接軌，行駛南科直達高鐵台南站之區間車。亦配合南科特定區L、M、N、O四區開發。

### 車站概要
本站為簡易站，由善化站管理，僅停靠區間車及沙崙線列車，為「鐵道旅行·幸福美好111」集章活動之第45座車站。本站為南部科學工業園區、國立南科國際實驗高級中學等地門戶。南科車站距園區機關、廠商有1至5公里不等距離，設有免費巡迴巴士接駁。
部分沙崙線列車營運區間曾為南科－台南－沙崙。營運區間也曾以此站為起／終點。2017年4月22日善化車站第二月台啟用後原本以此站為起／終點的班次全數改至善化。
臨時站時期因月台工程發包不及，因此縣府要求廠商在施作永久月台前，需在台灣燈會期間以鋼骨與鋼板建造臨時月台（無站房）。辦理客運時，本站由善化站指派站員售票。北上旅客需購買至善化站；南下旅客需購買至新市站。
可於站外「南科火車站」公車站轉乘1條支線公車、4條南科巡迴公車路線，或租借YouBike。

## 車站構造
設有岸式月台兩座，車站採用跨站式站房。
車站設計之初，當時台南縣長蘇煥智為了配合南科太陽能產業之發展，希望建立台灣第一座建築整合太陽能（英文：Building-integrated photovoltaics，縮寫BIPV）的地標性火車站，所以設計時由建築師呂麗純設計出屋頂即以可透光的薄膜太陽能板為建材，這是台灣目前第一座也是唯一的太陽能BIPV火車站。

### 月台配置
| 1 | 1 | █ 西部幹線（逆行） | 往 台南、屏東、潮州 方向 |
| 1 | 1 | █ 沙崙線（逆行）   | 往 沙崙 方向             |
| 2 | 2 | █ 西部幹線（順行） | 往嘉義、彰化、后里方向   |
| 2 | 2 | █ 西部幹線（順行） | 往 善化、嘉義 方向       |

## 利用狀況
根據2024年資料，本站每日旅運量約為2,748，在台鐵各站中排行第83名。
| 年   | 年間    | 年間    | 年間      | 來源   | 日平均 | 日平均 |
| 年   | 上車    | 下車    | 上下車計  | 來源   | 上車   | 上下車 |
| ---- | ------- | ------- | --------- | ------ | ------ | ------ |
| 2010 | 75,629  | 70,227  | 145,856   | [ 7 ]  | 442    | 853    |
| 2011 | 255,164 | 251,731 | 506,895   | [ 8 ]  | 699    | 1,389  |
| 2012 | 341,088 | 333,864 | 674,952   | [ 9 ]  | 932    | 1,844  |
| 2013 | 384,952 | 378,946 | 763,898   | [ 10 ] | 1,055  | 2,093  |
| 2014 | 439,443 | 429,637 | 869,080   | [ 11 ] | 1,204  | 2,381  |
| 2015 | 453,530 | 441,561 | 895,091   | [ 12 ] | 1,243  | 2,452  |
| 2016 | 455,182 | 437,078 | 892,260   | [ 13 ] | 1,244  | 2,438  |
| 2017 | 457,388 | 439,210 | 896,598   | [ 14 ] | 1,253  | 2,456  |
| 2018 | 484,634 | 461,881 | 946,515   | [ 15 ] | 1,328  | 2,593  |
| 2019 | 505,323 | 456,038 | 961,361   | [ 16 ] | 1,384  | 2,634  |
| 2020 | 468,564 | 435,648 | 904,212   | [ 17 ] | 1,280  | 2,471  |
| 2021 | 372,296 | 343,624 | 715,920   | [ 18 ] | 1,020  | 1,961  |
| 2022 | 419,987 | 385,055 | 805,042   | [ 19 ] | 1,151  | 2,206  |
| 2023 | 485,685 | 443,241 | 928,926   | [ 20 ] | 1,331  | 2,545  |
| 2024 | 524,129 | 481,714 | 1,005,843 | [ 21 ] | 1,432  | 2,748  |

## 腳註

## 外部連結
- 國營臺灣鐵路股份有限公司 – 南科車站 （页面存档备份，存于）